# Bowling for Soup (álbum)
Bowling for Soup es el álbum debut de la banda pop punk Bowling for Soup. Fue lanzado en septiembre de 1994, bajo el sello fundado por la banda Queso Records. Hay sólo 3000 existencias de este álbum, lo que hace que sea casi imposible conseguir una copia.

## Lista de canciones
1. "Thirteen" - 3:11
2. "Shark"
3. "Crayon" - 3:17
4. "Swim"
5. "Nebraska"
6. "Sandwich"
7. "Sofa"
8. "Pesticide"
9. "Slurpee"
10. "Hit"
11. "Psycho"
12. "Monopoly" - 2:16
13. "London"
14. "Brooklyn Bridge"
15. "Oliver"

- Datos: Q1424114